# Araneus phlyctogena
Araneus phlyctogena là một loài nhện trong họ Araneidae.
Loài này thuộc chi Araneus. Araneus phlyctogena được Eugène Simon miêu tả năm 1907.